# Magnolia ×elegantifolia
Espèce
Parent  A  de l'hybridation 
  Magnolia cavaleriei 
×

Parent  B  de l'hybridation 
   ?  
Statut de conservation UICN

 DD  : Données insuffisantes
Synonymes
Michelia elegans Y.W. Law & Y.F. Wu
Magnolia ×elegantifolia est une espèce de plantes à fleurs de la famille des Magnoliaceae. C'est un arbre hybride.